# Ингебригтсен, Хенрик
Хенрик Ингебригстен (норв. Henrik Ingebrigtsen; род. 24 февраля 1991 года) — норвежский легкоатлет, бегун на средние дистанции. Чемпион Европы 2012 года на дистанции 1500 метров. Победитель чемпионата Европы по кроссу в командном первенстве среди молодёжи. На Олимпийских играх 2012 года на дистанции 1500 метров занял 5-е место с национальным рекордом 3.35,43.
29 августа 2013 года на Weltklasse Zürich занял 7-е место с национальным рекордом — 3.33,95.
В 2014 году на ExxonMobil Bislett Games занял 4-е место в беге на 1 милю с национальным рекордом — 3.50,72. 18 июля на соревнованиях Herculis на дистанции 1500 метров занял 10-е место, установив новый национальный рекорд — 3.31,46. На чемпионате Европы стал серебряным призёром, уступив только французу Махидину Мехисси-Бенаббаду.
Установил два рекорда Норвегии на чемпионате Европы в помещении 2015 года: на дистанции 1500 метров с результатом 3.39,70 финишировал шестым, а на 3000 метров (7.45,54) выиграл бронзовую медаль.

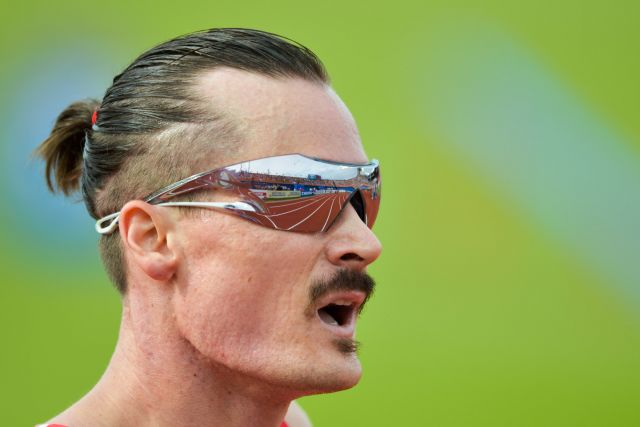
2016 год

В 2016 году стал третьим в беге на 1500 метров на чемпионате Европы (выиграл его младший брат, Филип). Участвовал в Олимпийских играх в Рио-де-Жанейро, где закончил выступление в полуфинале.
Стал серебряным призёром чемпионата Европы в помещении 2017 года в беге на 3000 метров.
Тренируется у своего отца, Ерта Ингебригтсена. Младшие братья Хенрика, Филип (род. 1993) и Якоб (род. 2000), также выступают в беге на средние дистанции.
В феврале 2022 года Хенрик, Филипп и Якоб отказались от сотрудничества со своим отцом и тренером Гьертом Ингебригтсеном, а в октябре 2023 года братья обвинили его в «агрессии, контроле и физическом насилии». В июне 2025 года Гьерт был признан виновным только в физическом насилии над дочерью Ингрид, когда ударил её мокрым полотенцем по лицу в 2022 году, получив 15 суток ареста условно и штраф в 1 тыс. долларов в её пользу.
В 2025 году братья Ингебригтсен вместе с бегуньей Каролине Бьеркели Гровдаль и лыжницей Марте Кристофферсен основали беговую команду Spring Run Club для всех желающих узнать больше о беге.